# لاي وانيل
لاي وانيل (بالإنجليزية: Leigh Whannell)‏ هو منتج ومخرج وكاتب وكاتب سيناريو وممثل أسترالي، ولد في 17 يناير 1977 في أستراليا. بدأ مشواره المهني سنة 2000.

## أعمال

### أفلام
- (2003) الماتريكس 2[3][4][5]
- (2004) سو
- (2005) سو 2
- (2006) سو 3[6][7]
- (2007) سو 4
- (2007) هدوء تام
- (2008) سو 5
- (2009) سو VI
- (2010) سو ثري دي[8][9]
- (2010) غدار[10]
- (2013)  الفصل الثاني[11]
- (2015)  الفصل الثالث[12][13]
- (2017) تابع المشاهدة
- (2017) جيغسو[14]
- (2017) ذا باي باي مان[15]
- (2018) تطوير
- (2018)  المفتاح الأخير

## وصلات خارجية
- لاي وانيل على موقع IMDb (الإنجليزية)
- لاي وانيل على موقع ميتاكريتيك (الإنجليزية)
- لاي وانيل على موقع روتن توميتوز (الإنجليزية)
- لاي وانيل على موقع قاعدة بيانات الأفلام العربية
- لاي وانيل على موقع ألو سيني (الفرنسية)
- لاي وانيل على موقع تيرنر كلاسيك موفيز (الإنجليزية)
- لاي وانيل على موقع أول موفي (الإنجليزية)
- لاي وانيل على موقع بوكس أوفيس موجو (الإنجليزية)
- لاي وانيل على موقع قاعدة بيانات الأفلام السويدية (السويدية)
- لاي وانيل على موقع قاعدة بيانات الفيلم (الإنجليزية)